# Aerodramus hirundinaceus
Andorinhão-montês ou salangana-serrana (Aerodramus hirundinaceus) é uma espécie de ave da família Apodidae.
Pode ser encontrada nos seguintes países: Indonésia e Papua-Nova Guiné. Os seus habitats naturais são: florestas subtropicais ou tropicais húmidas de baixa altitude e regiões subtropicais ou tropicais húmidas de alta altitude.